# Vidovo
Vidovo (Servisch cyrillisch Видово) is een plaats in de Servische gemeente Novi Pazar. De plaats telt 90 inwoners (2002).